# Wasserkraftwerk Hinds Lake
Das Wasserkraftwerk Hinds Lake befindet sich auf der zur kanadischen Provinz Neufundland und Labrador gehörenden Insel Neufundland.
Das Wasserkraftwerk ging im Jahr 1980 in Betrieb. Es befindet sich am Ostufer des Grand Lake. Gespeist wird es vom 309 m hoch gelegenen Hinds Lake (⊙), einem See auf dem Buchan’s Plateau. Dessen natürlicher Abfluss, der Hinds Brook, wurde weitestgehend blockiert. Ein Damm und ein Wehr (⊙) begrenzen den Hinds Lake nach Westen hin. Ein 5,9 km langer Zuleitungskanal führt das Wasser vom Westende des Hinds Lake zum oberen Ende der Druckleitung.
Das Kraftwerk ist mit einer Francis-Turbine bestückt. Deren Leistung liegt bei 75 MW. Die Ausbauwassermenge beträgt 40 m³/s. Die Fallhöhe beträgt 214 m. Das Einzugsgebiet umfasst 651 km². Der mittlere Abfluss beträgt 19,5 m³/s. Die durchschnittliche Jahresenergieproduktion liegt bei 340 GWh. Betreiber der Anlage ist Newfoundland and Labrador Hydro.